# Tangvall
Tangvall este o localitate din comuna Søgne, provincia Vest-Agder, Norvegia, cu o suprafață de 5,86 km² și o populație de 8.876 locuitori (2013).